# Municipio de Two Rivers
El municipio de Two Rivers (en inglés: Two Rivers Township) es un municipio ubicado en el condado de Morrison en el estado estadounidense de Minnesota. En el año 2010 tenía una población de 689 habitantes y una densidad poblacional de 9,65 personas por km².

## Geografía
El municipio de Two Rivers se encuentra ubicado en las coordenadas 45°48′39″N 94°22′47″O / 45.81083, -94.37972. Según la Oficina del Censo de los Estados Unidos, el municipio tiene una superficie total de 71.42 km², de la cual 70,14 km² corresponden a tierra firme y (1,8 %) 1,28 km² es agua.

## Demografía
Según el censo de 2010, había 689 personas residiendo en el municipio de Two Rivers. La densidad de población era de 9,65 hab./km². De los 689 habitantes, el municipio de Two Rivers estaba compuesto por el 99,42 % blancos, el 0,15 % eran amerindios, el 0,29 % eran de otras razas y el 0,15 % eran de una mezcla de razas. Del total de la población el 0,58 % eran hispanos o latinos de cualquier raza.